# Diocese de Astorga
A Diocese de Astorga (em latim: Dioecesis Asturicensis) é uma diocese da Igreja Católica da Espanha, sediada na cidade de Astorga, na província de Leão, comunidade autónoma da Castela e Leão. Faz parte da Arquidiocese de Oviedo. Foi fundada em 747 pelo Papa Zacarias. Em 2022 contava com uma população católica de 227 400 fiéis, sendo 96,6% da população total, e tinha 167 paróquias.

## História
Em 747 o Papa Zacarias cria a Diocese de Astorga. Em 1954 a Diocese de Astorga perde território para a Arquidiocese de Valladolid e para as dioceses de Samora, Ourense e Lugo. Em contrapartida ganhou parte territorial de Ourense. Ainda em 1954 a Diocese de Astorga tem sua província eclesiástica alterada, passando de Valladolid para Oviedo. Em 1956 a diocese perde território para a Diocese de Leão. Em 1959 houve uma troca territorial entre a Diocese de Astorga e a Diocese de Ourense.

## Lista de bispos
A seguir uma lista de bispos desde 853. Não se tem muita informação dos bispos anteriores a essa data.
|                   | Nome                                 | Período           | Notas                                    |
| Bispos de Astorga | Bispos de Astorga                    | Bispos de Astorga | Bispos de Astorga                        |
| ----------------- | ------------------------------------ | ----------------- | ---------------------------------------- |
| 116.º             | Jesús Fernández González             | 2020 - 2025       | Nomeado Bispo de Córdoba                 |
| 115.º             | Juan Antonio Menéndez Fernández      | 2015 - 2019       | Faleceu no cargo                         |
| 114.º             | Camilo Lorenzo Iglesias              | 1995 - 2015       |                                          |
| 113.º             | Antonio Briva Mirabent               | 1967 - 1994       | Faleceu no cargo                         |
| 112.º             | Marcelo González Martín              | 1960 - 1966       | nomeado arcebispo coadjutor de Barcelona |
| 111.º             | José Castelltort Subeyre             | 1956 - 1960       | Faleceu no cargo                         |
| 110.º             | Jesús Mérida Pérez                   | 1943 - 1956       | Faleceu no cargo                         |
| 109.º             | Antonio Senso Lázaro                 | 1913 - 1941       | Faleceu no cargo                         |
| 108.º             | Julián de Diego y García Alcolea     | 1904 - 1913       | nomeado bispo de Salamanca               |
| 107.º             | Julián Miranda y Ristuer             | 1903 - 1904       | nomeado bispo de Segóvia                 |
| 106.º             | Mariano Cidad y Olmos                | 1903 - 1903       | Faleceu no cargo                         |
| 105.º             | Vicente Alonso y Salgado, Sch.P.     | 1894 - 1903       | nomeado bispo de Cartagena               |
| 104.º             | Juan Bautista Grau y Vallespinos     | 1886 - 1893       | Faleceu no cargo                         |
| 103.º             | Mariano Brezmes y Arredondo          | 1875 - 1885       | Faleceu no cargo                         |
| 102.º             | Fernando Argüelles Miranda           | 1858 - 1870       | Faleceu no cargo                         |
| 101.º             | Benito Forcelledo Tuero              | 1852 - 1858       | Faleceu no cargo                         |
| 100.º             | Juan Nepomuceno Cascallana           | 1850 - 1851       | nomeado bispo de Málaga                  |
| 99.º              | Félix Torres y Amat                  | 1834 - 1847       | Faleceu no cargo                         |
| 98.º              | Leonardo Santander y Villavicencio   | 1828 - 1832       | Faleceu no cargo                         |
| 97.º              | Manuel Bernardo Morete Bodelón       | 1825 - 1828       | Faleceu no cargo                         |
| 96.º              | Guillermo Martínez Riaguas           | 1819 - 1824       | Faleceu no cargo                         |
| 95.º              | Santiago Bencomo y Rodríguez         | 1817 - 1818       | Faleceu no cargo                         |
| 94.º              | Manuel Vicente Martínez y Jiménez    | 1806 - 1816       | nomeado arcebispo de Saragoça            |
| 93.º              | Francisco Isidoro Gutiérrez Vigil    | 1791 - 1805       | Faleceu no cargo                         |
| 92.º              | Manuel Abad y Lasierra, O.S.B.       | 1787 - 1791       | Renunciou                                |
| 91.º              | Antonio Andrés López Arroyo, O.F.M.  | 1783 - 1787       | Faleceu no cargo                         |
| 90.º              | Juan Manuel Merino y Lumbreras       | 1767 - 1782       | Faleceu no cargo                         |
| 89.º              | Francisco Javier Sánchez Cabezón     | 1750 - 1767       | Faleceu no cargo                         |
| 88.º              | Matías Escalzo Acedo                 | 1748 - 1749       | Faleceu no cargo                         |
| 87.º              | Pedro Cáceres Casado                 | 1738 - 1747       | Faleceu no cargo                         |
| 86.º              | José Francisco Bermúdez Mandía       | 1728 - 1736       | Faleceu no cargo                         |
| 85.º              | Crisóstomo Vargas, O.Cist            | 1723 - 1728       | Faleceu no cargo                         |
| 84.º              | José Aparicio y Navarro              | 1707 - 1723       | Faleceu no cargo                         |
| 83.º              | Antonio Sanjurjo Miranda, O.P.       | 1693 - 1707       | Faleceu no cargo                         |
| 82.º              | Antonio de Brizuela y Salamanca      | 1688 - 1693       | Nomeado bispo de Jaén                    |
| 81.º              | Francisco Aguado                     | 1677 - 1688       | Faleceu no cargo                         |
| 80.º              | Diego de Silva y Pacheco, O.S.B.     | 1675 - 1677       | Faleceu no cargo                         |
| 79.º              | Rodrigo de Mandia y Parga            | 1672 - 1674       | Faleceu no cargo                         |
| 78.º              | Matías de Moratinos y Santos         | 1669 - 1672       | Nomeado bispo de Segóvia                 |
| 77.º              | Nicolás Rodríguez Hermosino          | 1662 - 1669       | Faleceu no cargo                         |
| 76.º              | Juan Vallejo                         | 1660 - 1661       | Faleceu no cargo                         |
| 75.º              | Nicolás Martínez, O.S.J              | 1654 - 1660       | Nomeado bispo de Osma                    |
| 74.º              | Bernardo Atayde de Lima Perera       | 1644 - 1654       | Nomeado bispo de Ávila                   |
| 73.º              | Diego Salcedo Benacos                | 1639 - 1644       | Faleceu no cargo                         |
| 72.º              | Luis García Rodríguez                | 1637 - 1638       | Faleceu no cargo                         |
| 71.º              | Alfonso Mesía de Tovar               | 1616 - 1636       | Faleceu no cargo                         |
| 70.º              | Antonio de Cáceres y Sotomayor, O.P. | 1595 - 1615       | Faleceu no cargo                         |
| 69.º              | Pedro Rojas Henríques, O.S.A.        | 1591 - 1595       | Nomeado bispo de Osma                    |
| 68.º              | Juan de Zuazola                      | 1589 - 1590       | Faleceu no cargo                         |
| 67.º              | Alberto Aguayo, O.P.                 | 1588 - 1589       | Faleceu no cargo                         |
| 66.º              | Antonio Torres                       | 1584 - 1588       | Faleceu no cargo                         |
| 65.º              | Alfonso Delgado                      | 1580 - 1583       | Faleceu no cargo                         |
| 64.º              | Francisco Sarmiento Mendoza          | 1574 - 1580       | Nomeado bispo de Jaén                    |
| 63.º              | Diego Sarmiento Sotomayor            | 1555 - 1571       | Faleceu no cargo                         |
| 62.º              | Pedro Acuña Avellaneda               | 1548 - 1555       | Nomeado bispo de Salamanca               |
| 61.º              | Diego Alava Esquivel                 | 1543 - 1548       | Nomeado bispo de Ávila                   |
| 60.º              | Esteban Almeida                      | 1539 - 1542       | Nomeado bispo de Leão                    |
| 59.º              | Alvaro Osorio, O.P.                  | 1515 - 1539       | Faleceu no cargo                         |
| 58.º              | Sancho Pérez Rodríguez de Acebes     | 1500 - 1515       | Faleceu no cargo                         |
| 57.º              | Francisco Desprats                   | 1500 - 1500       | Nomeado bispo de Leão                    |
| 56.º              | Diego Ramírez de Villaescua de Haro  | 1498 - 1500       | Nomeado bispo de Málaga                  |
| 55.º              | Juan de Castilla                     | 1494 - 1498       | Nomeado bispo de Salamanca               |
| 54.º              | Diego Meléndez de Valdés             | 1493 - 1494       | Nomeado bispo de Zamora                  |
| 53.º              | Juan Ruiz de Medina                  | 1489 - 1493       | Nomeado bispo de Badajoz                 |
| 52.º              | Bernardino López de Carvajal y Sande | 1488 - 1489       | Nomeado bispo de Badajoz                 |
| 51.º              | García Álvarez de Toledo             | 1463 - 1488       | Faleceu no cargo                         |
| 50.º              | Álvaro Pérez Osorio                  | 1440 - 1463       | Faleceu no cargo                         |
| 49.º              | Sancho de Rojas                      | 1423 - 1440       | Nomeado bispo de Córdova                 |
| 48.º              | Gonzalo de Santa Maria               | 1419 - 1423       | Nomeado bispo de Plasencia               |
| 47.º              | Pedro Fonseca                        | 1413 - 1419       | Renunciou                                |
| 46.º              | Alfonso Rodríguez                    | 1393 - 1412       | Faleceu no cargo                         |
| 45.º              | Pascual Garcia                       | 1390 - 1393       | Faleceu no cargo                         |
| 44.º              | Fernando de Astorga, O.F.M.          | 1389 - 1390       | Faleceu no cargo                         |
| 43.º              | Juan Alfonso de Mayorga              | 1382 - 1389       |                                          |
| 42.º              | Alonso de Toro, O.F.M.               | 1370 - 1382       | Faleceu no cargo                         |
| 41.º              | Fernando de San Marcelo              | 1358 - 1370       | Faleceu no cargo                         |
| 40.º              | Rodrigo de Lara                      | 1349 - 1358       | Faleceu no cargo                         |
| 39.º              | Nuño de Fuentes                      | 1346 - 1349       | Nomeado arcebispo de Sevilha             |
| 38.º              | Pedro de Pedroche                    | 1342 - 1346       | Nomeado bispo de Calahorra e La Calzada  |
| 37.º              | Pedro Alfonso                        | 1333 - 1342       | Nomeado bispo do Porto                   |
| 36.º              | Fernando Ibáñez                      | 1332 - 1333       | Faleceu no cargo                         |
| 35.º              | Bartolomé Martínez                   | 1326 - 1331       | Faleceu no cargo                         |
| 34.º              | Juan Alfonso                         | 1315 - 1326       | Faleceu no cargo                         |
| 33.º              | Alfonso Martínez                     | 1301 - 1314       | Faleceu no cargo                         |
| 32.º              | Martín González                      | 1286 - 1301       | Faleceu no cargo                         |
| 31.º              | Melenio Pérez                        | 1273 - 1284       | Faleceu no cargo                         |
| 30.º              | Hermán Alemán                        | 1266 - 1272       | Faleceu no cargo                         |
| 29.º              | Nuño                                 | 1226 - 1241       | Faleceu no cargo                         |
| 28.º              | Pedro Andrés                         | 1205 - 1226       | Faleceu no cargo                         |
| 27.º              | Lope Andrés                          | 1190 - 1205       | Faleceu no cargo                         |
| 26.º              | Arnaldo                              | 1173 - 1177       |                                          |
| 25.º              | Fernando                             | 1156 - 1172       |                                          |
| 24.º              | Pedro Cristiano                      | 1153 - 1156       |                                          |
| 23.º              | Arnaldo                              | 1144 - 1152       |                                          |
| 21.º              | Jimeno Eriz                          | 1138 - 1141       |                                          |
| 20.º              | Roberto                              | 1131 - 1138       |                                          |
| 19.º              | Alon                                 | 1122 - 1131       |                                          |
| 18.º              | Pelayo                               | 1098 - 1121       |                                          |
| 17.º              | Osmundo                              | 1082 - 1098       |                                          |
| 16.º              | Pedro Núñez                          | 1066 - 1082       |                                          |
| 15.º              | Ordoño                               | 1061 - 1066       |                                          |
| 14.º              | Diego                                | 1051 - 1061       |                                          |
| 13.º              | Pedro Gundulfiz                      | 1041 - 1051       |                                          |
| 12.º              | Sampaio                              | 1034 - 1041       |                                          |
| 11.º              | Pedro                                | 1029 - 1034       |                                          |
| 10.º              | Jimeno                               | 992 - 1028        |                                          |
| 9.º               | Gonzalo                              | 972 - 992         |                                          |
| 8.º               | Novidio                              | 967 - 972         |                                          |
| 7.º               | Notario                              | 962 - 967         |                                          |
| 6.º               | Odoario                              | 952 - 962         |                                          |
| 5.º               | Salomon                              | 932 - 951         |                                          |
| 4.º               | Fortis                               | 920 - 930         |                                          |
| 3.º               | Genadio                              | 909 - 919         |                                          |
| 2.º               | Ranulfo                              | 880 - 908         |                                          |
| 1.º               | Indisclo                             | 853 - 879         |                                          |